# Kassenärztliche Vereinigung Schleswig-Holstein
Die Kassenärztliche Vereinigung Schleswig-Holstein (KVSH) ist eine der insgesamt 17 Kassenärztlichen Vereinigungen (KVen) in Deutschland.
Als Körperschaft des öffentlichen Rechts vertritt die KVSH die Interessen ihrer Mitglieder, der etwa 16.800 Schleswig-Holstein niedergelassenen Vertragsärzte und -psychotherapeuten, gegenüber Politik, Krankenkassen und Öffentlichkeit. Gleichzeitig erfüllt sie als hoheitlich handelnde Behörde die ihr vom Bundesgesetzgeber übertragenen Aufgaben der Sicherstellung und Gewährleistung.
Die KVSH unterliegt der Rechtsaufsicht dem Ministerium für Justiz und Gesundheit des Landes Schleswig-Holstein, entscheidet aber in eigener Zuständigkeit im Rahmen der Vorgaben durch das Fünfte Sozialgesetzbuch (SGB V) über ihre Angelegenheiten. Die Verwaltungskosten der KVSH werden durch die Verwaltungskostenumlage ihrer Mitglieder getragen.

## Mitgliedschaft
Alle zur vertragsärztlichen Tätigkeit zugelassenen Ärztinnen und Ärzte, ärztlichen und psychologischen Psychotherapeutinnen und -therapeuten sowie Kinder- und Jugendlichenpsychotherapeutinnen und -therapeuten sind Mitglieder ihrer Kassenärztlichen Vereinigung. Die Mitgliedschaft ist durch § 77 Abs. 5 SGB V gesetzlich begründet, so dass eine Pflichtmitgliedschaft besteht. Ein Austritt aus der Körperschaft ist daher immer auch zwangsläufig mit dem Verzicht auf die Zulassung zur vertragsärztlichen oder vertragspsychotherapeutischen Tätigkeit verbunden.

## Aufgaben
Als Körperschaft öffentlichen Rechts ist die KV Schleswig-Holstein einerseits Dienstleistungsorganisation und Interessenvertretung für ihre Mitglieder. Andererseits übt sie die Aufsichts- und Disziplinarfunktion gegenüber ihren Mitgliedern aus (Gewährleistungsauftrag). Dazu kommen weitere hoheitliche Aufgaben. Die KVSH gewährleistet durch Verträge mit den Verbänden der Krankenkassen die ambulante Versorgung in ihrem Zuständigkeitsbereich (Sicherstellungsauftrag) und stellt die Qualität sicher (Qualitätssicherung).

### Sicherstellungsauftrag
Der Gesetzgeber hat der Ärztlichen Selbstverwaltung – also den 17 Kassenärztlichen Vereinigungen (KVen) in den Bundesländern sowie der Kassenärztlichen Bundesvereinigung – die Sicherstellung der vertragsärztlichen Versorgung übertragen (Sicherstellungsauftrag gemäß § 72 / § 75 SGB V). Seit 1999 zählt dazu neben der ambulanten haus- und fachärztlichen auch die psychotherapeutische Versorgung. Die KVen haben zusammen mit den Krankenkassen als Partner in der Gemeinsamen Selbstverwaltung dafür zu sorgen, dass alle gesetzlichen Vorgaben des SGB V korrekt umgesetzt werden.
Innerhalb des gesetzlichen Rahmens haben KVen und Krankenkassen in den einzelnen Ländern die Möglichkeit, die ambulante Versorgung gemäß regionaler Bedürfnisse auszugestalten. Allerdings haben Kassenärztliche Vereinigungen und Krankenkassen nicht völlig freie Hand: Neben den gesetzlichen Bestimmungen gibt es auch noch eine Vielzahl weiterer Regelungen zu beachten, die bundesweit Gültigkeit haben: so etwa die Beschlüsse des Gemeinsamen Bundesausschusses (G-BA) zur Bedarfsplanung. Darin wird beispielsweise geregelt, wie viele Ärzte oder Psychotherapeuten welcher Fachrichtung sich in bestimmten Regionen maximal niederlassen dürfen. Vorgaben aus der bundesweit gültigen Bedarfsplanungs-Richtlinie sind für die KVSH zwingend zu berücksichtigen.
Die KV Schleswig-Holstein gestaltet die ambulante Versorgung für die fast 2,6 Millionen gesetzlich Krankenversicherten und ihre Angehörigen (Stand: 1. Juli 2024) in Schleswig-Holstein während und außerhalb der üblichen Sprechstundenzeiten gemäß dem Sicherstellungsauftrag.

### Interessensvertretung
Als Interessenvertretung der fast 6.300 in ihrem Zuständigkeitsbereich niedergelassenen Vertragsärzte und -psychotherapeuten, handelt die KVSH auf Grundlage bundesweiter Gesetze und Standards mit den regionalen Krankenkassen Verträge über Struktur und Vergütung der ambulanten Versorgung in ihrem Zuständigkeitsbereich aus. Außerdem werden spezielle Verträge abgeschlossen, die auf die Weiterentwicklung der ambulanten Versorgung zielen, zum Beispiel auf die Behandlung chronischer Erkrankungen durch strukturierte Behandlungsprogramme (Disease-Management-Programme).

### Honorarverhandlungen mit Krankenkassen
Die KVSH verhandelt mit den Krankenkassen – auf Basis der Vorgaben aus den Verhandlungen von Kassenärztlicher Bundesvereinigung und Spitzenverband Bund der Krankenkassen – das Gesamthonorar für alle ambulant erbrachten ärztlichen und psychotherapeutischen Leistungen und schließt Honorarverträge über die für die ambulante Versorgung zu zahlende Gesamtvergütung.
Die Verteilung der von den Krankenkassen bereitgestellten Gesamtvergütung erfolgt nach dem Honorarverteilungsmaßstab (HVM). Dieser wird von der Abgeordnetenversammlung der KVSH auf der Grundlage der Vorgaben der Kassenärztlichen Bundesvereinigung beschlossen.

### Gewährleistungsauftrag
Nach dem Gewährleistungsprinzip steht die KVSH gegenüber den Krankenkassen dafür gerade, dass alle vertragsärztlichen und -psychotherapeutischen Leistungen nach Gesetz und Vertrag erbracht werden. Insbesondere kontrolliert sie die Abrechnungen ihrer Mitglieder und wacht über die Qualität der Arbeit von Vertragsärzten und -psychotherapeuten.

## Organisation

### Abgeordnetenversammlung
Die Abgeordnetenversammlung (AV) ist das gewählte Selbstverwaltungsorgan der KVSH, sie ist das ehrenamtliche „Parlament“ der ambulant tätigen Ärzte und Psychotherapeuten in Schleswig-Holstein. Der AV gehören 40 Abgeordnete an. Sie werden alle sechs Jahre von den Mitgliedern der KVSH gewählt. In allen wichtigen Fragen, die die Ärzte und Psychotherapeuten in ihrer ambulanten Tätigkeit betreffen, kommt es auf das Votum der Mitglieder der AV an.

### Vorstand
Der Vorstand der KVSH ist hauptamtlich tätig. Er leitet die Verwaltung, führt die laufenden Geschäfte und vertritt die KVSH und die Interessen ihrer Mitglieder. Die Mitglieder des Vorstandes werden von der Abgeordnetenversammlung der KVSH für eine Amtszeit von jeweils sechs Jahren gewählt.

## Kreisstellen
Die KVSH ist vor Ort durch ihre Kreisstellen in folgenden Regionen und Städten präsent: Dithmarschen, Flensburg, Herzogtum Lauenburg, Kiel, Lübeck, Neumünster,  Nordfriesland, Ostholstein, Pinneberg, Plön, Rendsburg-Eckernförde, Schleswig-Flensburg, Segeberg, Steinburg, Stormarn. An der Spitze jeder Kreisstelle steht ein ehrenamtlicher Vorsitzender sowie ein ebenfalls ehrenamtlicher Beirat, der ihn unterstützt. Vorsitzende und Beiräte der Kreisstellen werden alle sechs Jahre von den Mitgliedern der jeweiligen Kreisstelle aus ihrer Mitte gewählt.